# 哈瓦那鎮區 (明尼蘇達州斯蒂爾縣)
哈瓦那鎮區（英語：Havana Township）是位於美國明尼蘇達州斯蒂爾縣的一個行政鎮區。

## 歷史
哈瓦那鎮區於1857年成立。原名拉法葉鎮區（Lafayette Township），1869年改為現稱。現稱得名自伊利諾州的哈瓦那。

## 地方資料
哈瓦那鎮區的面積為93.16平方千米，當中陸地面積為90.57平方千米，而水域面積為2.59平方千米。根據2020年美國人口普查的數據，當地共有人口556人，而人口密度為每平方千米5.97人。